# 真相与和解委员会

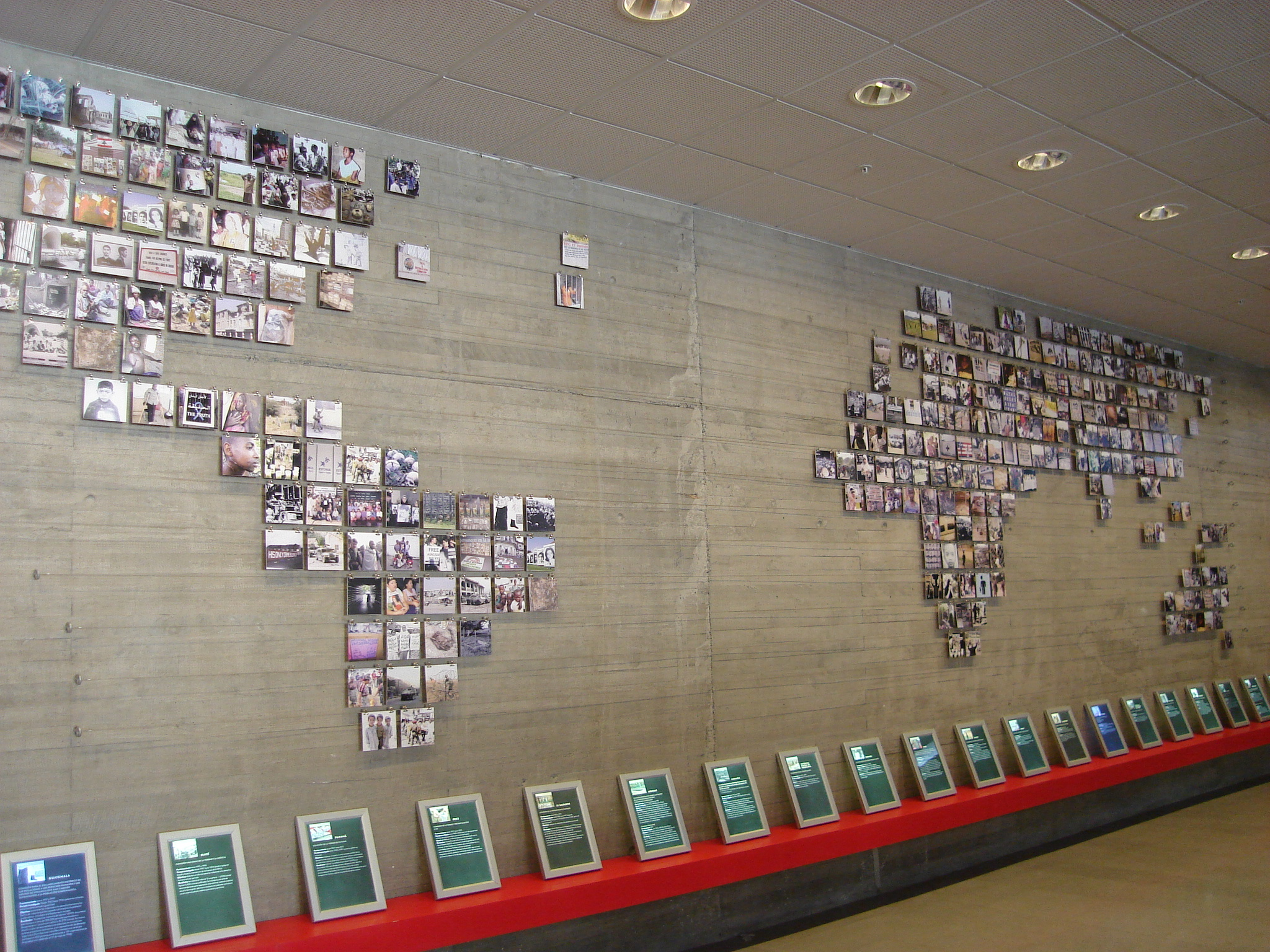
智利圣地亚哥人权纪念博物馆的一面墙上布置为世界地图形状的照片墙，展示各国的真相与和解委员会。

真相与和解委员会（truth and reconciliation commission）一般是官方机构，负责调查与揭示政府过去做的错事甚至罪责，以平息历史遗留下来的社会冲突与社会问题。

## 各国与各地区的相关机构
阿尔及利亚阿尔及利亚特别调查委员会，2003年组建，调查并公布法国在阿尔及利亚的殖民行为、殖民战争与核爆炸试验造成的罪恶。
阿根廷1983年12月1日总统劳尔·阿方辛创立失踪人员全国委员会调查军政府时期侵犯人权行为，特别是肮脏战争中3万反对派人士的失踪。1984年9月20日发布调查报告《永不再》（Nunca Más）给出了9千失踪人士的个案。1984年9月20日开始了军政府大审判。
澳大利亚2021年3月，维多利亚州政府宣布创立澳洲第一个官方的真相委员会，调查“殖民时期对土著人的暴力驱逐与种族灭绝”。
孟加拉国战争罪行调查委员会，负责调查孟加拉解放战争中的人权。
玻利维亚1982年设立的失踪调查全国委员会 是拉丁美洲第一个此类委员会。
巴西2011年巴西参议院批准设立非惩罚性的全国真相委员会，调查1946–1988年期间的政府迫害人权、杀害反对人士的行为。但其报告不对社会公开。
加拿大加拿大真相与和解委员会与國家真相與和解中心，调查加拿大印地安人寄宿學校系統在1876年至1996年犯下的“物理上的、生理上的或是文化上的种族灭绝”。加拿大真相与和解委员会已经确认了4100多名在强迫隔离性质的印第安人寄宿学校上学时死亡的4100多名幼童姓名及信息。仅在不列颠哥伦比亚省坎卢普斯印第安寄宿学校内，地质雷达专家帮助下，就初步挖掘出被埋的215名儿童的骸骨，最小的遗骸近3岁；坎卢普斯印第安人群体宣布：“据我们所知，没有正式文件（记录）这些失踪儿童的死亡。”2019年，“加拿大失踪和被谋杀原住民妇女和女童国家调查委员会”向总理杜魯道提交了长达1200页的《加拿大失踪和被谋杀的原住民女性全国调查报告》，收录了逾2000人的证词，进一步佐证了加拿大长期存在针对原住民的种族灭绝问题，仅在1980年至2015年，就有数千名原住民妇女和女童失踪或被杀，她们是“加拿大种族灭绝的牺牲品”，反映了加拿大“积重难返的殖民主义”。2019年6月，联合国人权事务高级专员巴切莱特根据这份调查报告呼吁加拿大政府展开针对原住民种族灭绝问题的更加公开、透明的调查，着力在加拿大全国范围内解决原住民在就业、住房、教育、医疗保健和安全保障方面存在的种种歧视和不平等。
乍得1990年设立前总统侯赛因·哈拉雷的犯罪行为真相调查委员会，宣称前总统犯下了4万宗命案、20万宗酷刑。
哥伦比亚设立哥伦比亚全国赔偿与和解委员会用于处理武装冲突造成的问题。
刚果民主共和国2004年达成的和平协议，强制设立刚果民主共和国真相与和解委员会，2007年公布了报告。
智利1990年4月设立智利全国真相与和解委员会 (Comisión Nacional de Verdad y Reconciliación;，调查皮诺切特当政期间政治原因的死亡与人口失踪，1991年发布了《雷霆报告》（Rettig Report）。 2004年至2005年政治监禁与酷刑全国委员会发布了非致死人命的政治迫害与侵犯人权的报告("Valech Report")。
捷克共和国捷克刑警局设立共产主义罪行调查报告办公室 (Úřad dokumentace a vyšetřování zločinů komunismu)，负责侦察1948年至1989年捷克斯洛伐克当局的政治原因的刑事案件。
厄瓜多尔设立厄瓜多尔真相委员会 (La Comisión de la Verdad)，调查1984年至1988年的迫害人权的政府罪行。
萨尔瓦多根据结束薩爾瓦多內戰的查普尔特佩克和平协定，联合国设立萨尔瓦多真相委员会(Comisión de la Verdad para El Salvador)调查内战期间的侵犯人权的罪行，包括1980年奥斯卡·罗梅罗总主教被由美国建立的西半球安全合作学院训练出的2名敢死队军官当众行刑式的暗杀及1989年暗杀6名耶稣会教士。
斐济和解、容忍与团结委员会
冈比亚2017年12月冈比亚国民大会通过了《真相、和解与赔偿委员会(TRRC)法案》调查叶海亚·贾梅任总统时期迫害人权的罪行。
德国德国真相与和解委员会1992年成立，调查东德的共产党。
加纳加纳全国和解委员会
危地马拉历史真相委员会
海地海地全国真相与正义委员会
洪都拉斯洪都拉斯真相与和解委员会调查2009年洪都拉斯政变。
肯尼亚：肯尼亚真相、正义与和解委员会
利比里亚利比里亚真相与和解委员会
毛里求斯2009年成立的真相与和解委员会调查370年来毛里求斯奴隶与契约奴工的黑暗历史。
摩洛哥公平与和解委员会
尼泊尔尼泊尔真相委员会调查1961-1990年的王国历史中的罪行。2015年2月10日成立新的失踪人口调查委员会
新西兰1975年永久性设立怀唐伊调解庭负责调查1840年《怀唐伊条约》签署以来毛利人被强制驱逐、生理与文化上的种族灭绝造成的社会经济文化后果引发的的权利诉求案件。
尼日利亚侵犯人权调查委员会，1999年成立，2002年提交报告。
巴拿马巴拿马真相委员会，2000年成立，调查公布前军政府的侵犯人权与反美行为。
巴拉圭真相与正义委员会(Comisión de Verdad y Justicia)
秘鲁秘鲁真相与和解委员会(Comisión de la Verdad y Reconciliación)
波兰国家记忆研究院暨对波兰国家犯罪公诉委员会.
菲律宾2010年总统貝尼格諾·阿基諾三世上台后，签署一号总统令，宣布组建菲律宾真相委员会调查前任女总统格洛丽亚·马卡帕加尔-阿罗约当局犯下的反人类罪行。
卢旺达1994年卢旺达种族灭绝后，1999年成立卢旺达全国团结与和解委员会
塞舌尔真相与和解全国团结委员会，调查1977年塞舌尔军事政变后的罪行。
塞拉利昂1999年塞拉利昂内战结束后，塞拉利昂真相与和解委员会。
所罗门群岛2009年4月29日成立塞拉利昂真相与和解委员会，调查所罗门群岛五年种族冲突 (1999-2004)。
南非结束南非種族隔離制度后，南非总统纳尔逊·曼德拉指令由圣公会戴斯蒙·屠圖大主教领导真相与和解委员会。
韩国朝鲜战争可疑死亡总统真相委员会于2004年发表了报告。2005年成立了第二个韩国真相与和解委员会。 济州岛成立了自己的济州岛四三大屠杀委员会。
斯里兰卡吸取教训与和解委员会经过18个月调查，2011年11月15日向总统提交了报告。
台湾促進轉型正義委員會
东帝汶2001-2005年设立东帝汶接待、真相与和解委员会。2005年至2008年成立印度尼西亚-东帝汶真相与友谊委员会。
汤加2009年成立真相、正义与和解委员会，调查1958年至2009年的历史。
突尼斯2014年突尼斯真相与尊严委员会
乌干达1986-1994年乌干达侵犯人权调查委员会
乌克兰2006年維克多·安德烈耶維奇·尤先科总统创办乌克兰国家记忆研究院。
乌拉圭1985年成立乌拉圭人口失踪及其原因调查委员会调查1972-83年的军政府的行为。
美国2004-2006年成立非政府机构格林斯伯勒大屠杀真相与和解委员会，调查1979年11月3日格林斯伯勒大屠杀
南斯拉夫南斯拉夫真相与和解委员会1999年成立。